# N-240 (Spanje)
De N-240 is een belangrijke oost-west weg in Spanje. Hij verbindt Tarragona met Bilbao. De weg zal worden opgewaardeerd tot Autovía A-10.
De gaat ten zuidoosten van Bilbao over de Pto de Barazar (604m) naar Vitoria-Gasteiz. Daar komt de weg samen met de weg Madrid-Frankrijk, de N-I richting Pamplona. Het volgt de rivier Rio Eloz en de Rio Aragon tot Jaca. Hij komt samen met de N-330 ten zuiden van Huesca.
De weg voert over de uitlopers van de Pyreneeën door Barbastro en Monzón in de richting van Lleida. Daarna gaat het door Montsant en de Sierra de Roquerole richting Montblanc. In de richting van Tarragona kruist de weg de vallei van de rivier El Francoll.

## Steden en dorpen langs de route
- Tarragona
- Valls
- Montblanc
- Lleida
- Monzón
- Barbastro
- Huesca
- Sabiñánigo
- Jaca
- Pamplona
- Vitoria-Gasteiz
- Bilbao